# Beskioleskia busckii
Beskioleskia busckii là một loài ruồi trong họ Tachinidae.